# 京浜工業地帯

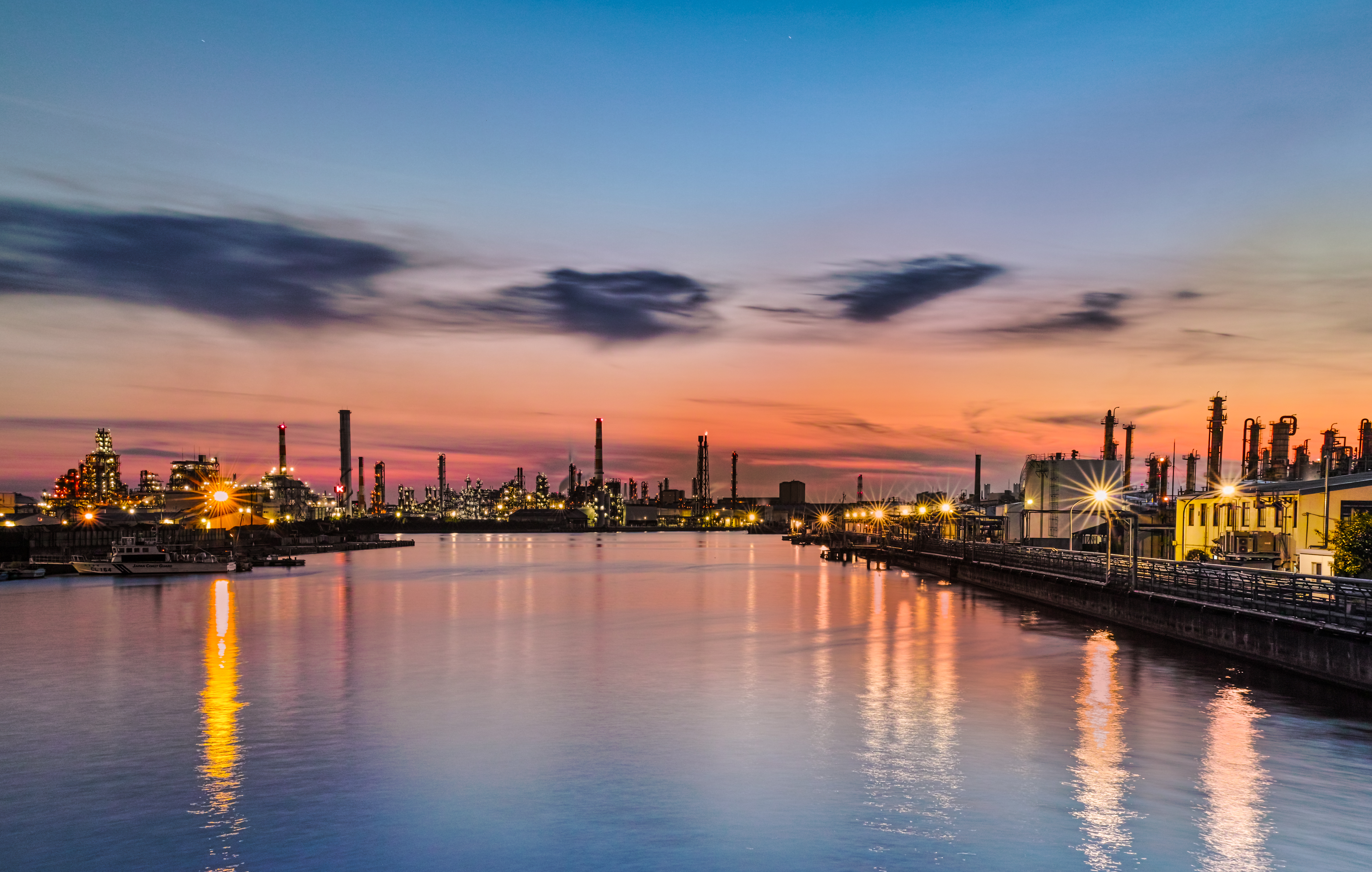
川崎市川崎区千鳥運河の夕景

京浜工業地帯（けいひんこうぎょうちたい）とは、東京を中心とする工業地帯で太平洋ベルトの中核である。東京都大田区、神奈川県川崎市、横浜市を中心に、東京都、神奈川県、埼玉県南部、千葉県東葛6市に広がる。広義では、東葛6市の東側に位置する京葉工業地域を含むこともある。かつては名前の通り、東京から横浜までの東京湾西岸、京浜運河に広がる埋め立て工業地帯であったが、次第に範囲が東海道沿いの藤沢市・茅ヶ崎市・平塚市や、内陸の厚木市・相模原市・大和市・立川市・八王子市・府中市・さいたま市・川口市・狭山市・川越市・松戸市・柏市にまで拡大していった。
日本有数の工業地帯として、かつては生産額日本一を誇っていたが、現在は三大工業地帯の中京工業地帯や阪神工業地帯に生産額を追い越されている。

## 概要

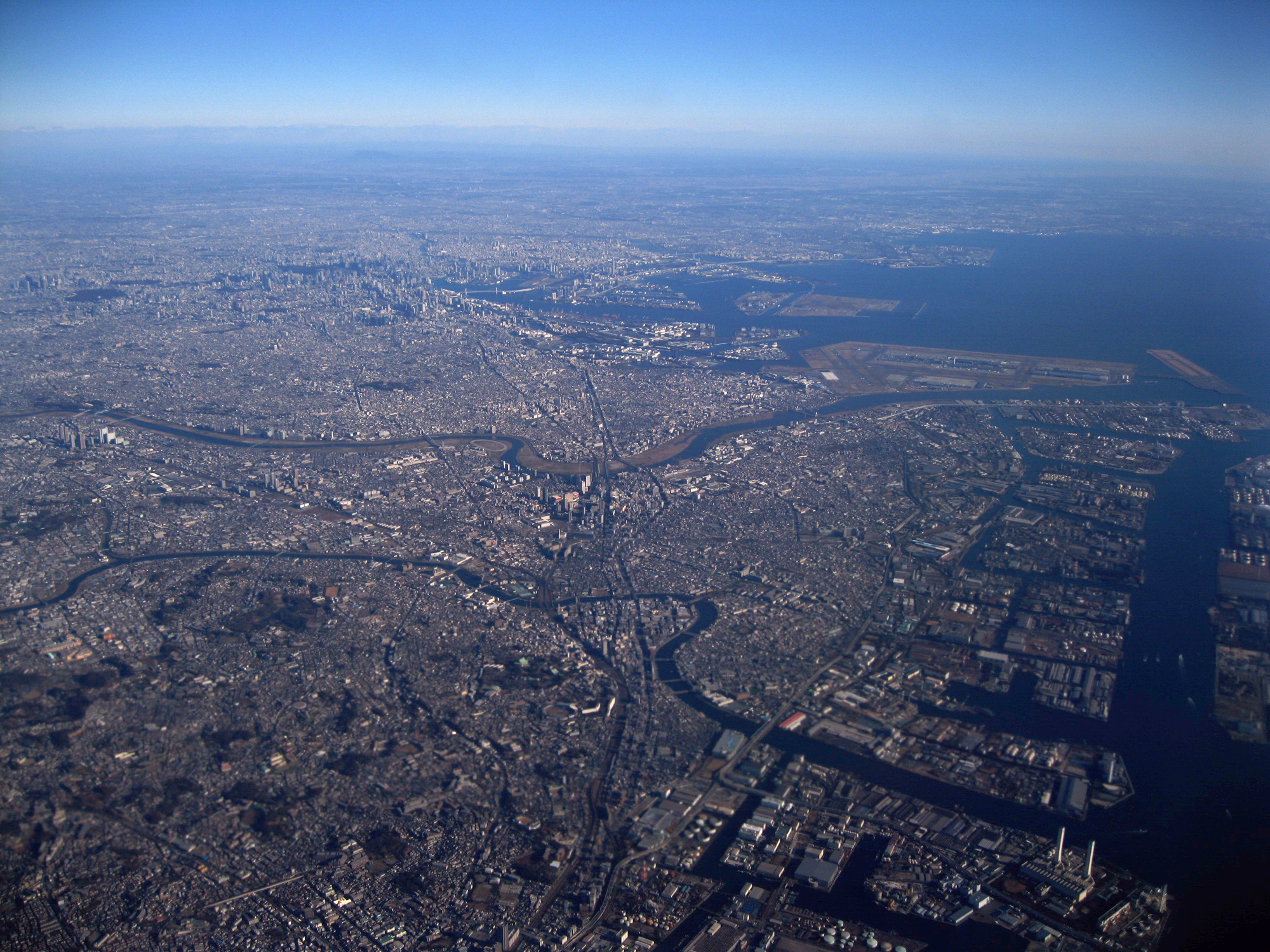
京浜工業地帯（写真右部分）

中京工業地帯・阪神工業地帯・北九州工業地帯と比較した場合、事業所数・従業員数・付加価値額で見た規模は1位であった。しかし、1999年、製造品出荷額の規模は中京工業地帯に次いで2位となった。2006年には製造品出荷額で30兆5099億円となり阪神工業地帯（31兆1028億円）に逆転され3位に転落した。現在の製造品出荷額は30兆8394億円である。（工業統計2007年）、なお同年の阪神工業地帯は、製造品出荷額は33兆7461億円である。(工業統計表2007年)
- 東京都・神奈川県
事業所数（従業員4人以上の事業所）は2万9504ヶ所、従業者数80万6973人、製造品出荷額は約30兆8394億円、付加価値額は約10兆6320億円。
- 東京23区・川崎市・横浜市
事業所数（従業員4人以上の事業所）は約2万2千ヶ所、従業者数40万8856人、製造品出荷額は約13兆2272億円、付加価値額は約4兆8858億円。

（いずれも工業統計表、2004年 2006年 2007年発表）
巨大な消費市場と原料・製品の輸出入に便利な港湾（東京港・川崎港・横浜港）を有する。鉄鋼・機械・化学などの重化学工業、食品・繊維などの軽工業ともに発達しているが、重化学工業の割合が多く、印刷・出版や雑貨工業の発達が特徴的である。（日本最大の印刷工場が東京にある）また、中小規模の工場が多いことも特徴である。
京浜工業地帯は、阪神工業地帯より遅れて工業地帯となった。しかし、沿岸部のみならず、内陸にまで工業地帯を広げ、機械工業などの都市型工業を立地させ、発展してきた。
臨海部（横浜市、川崎市、大田区など）では鉄鋼業や化学工業、内陸部（八王子市、立川市、相模原市、さいたま市、狭山市、柏市など）では機械工業が発達している。
最近では工場・倉庫の跡地、埋め立てて使われていない土地などを利用して、お台場・お台場海浜公園、みなとみらい・赤レンガパークなどの観光・商業施設や豊洲・武蔵小杉などのマンション街に整備されている地域もある。
また大田区羽田旭町の大田区創業支援施設、大田区南六郷の大田区新産業創造支援施設、大田区蒲田の大田区産学連携施設、横浜市金沢区にある横浜金沢ハイテクセンター、横浜新技術創造館、SOHO横浜インキュベーションセンター、かわさき新産業創造センター、かながわサイエンスパーク等の、イノベーションによる新産業創出や、起業を期待されているインキュベート施設や、横須賀リサーチパークやかわさきマイコンシティ等の、ハイテク企業を集積した産業クラスターもある。

## 歴史
明治30年代から明治40年代にかけて日本の工業は、繊維・製紙・食品などの軽工業から、鉄鋼・造船・機械などの重工業が中心に取って代わり始める。重工業は軽工業とは違い、広大な敷地や多量の資源が必要となり、それを受け入れ、送り出すための港も必要になる。

### 埋め立て
東京は、明治期に越中島地先、芝田町（現：芝、田町）地先、芝車町（高輪）など、東京臨海部の埋め立てが始まっていった。
芝浦などの隅田川河口部や、荒川河口部なども次次と埋め立てられていき、運河が掘られていった。
横浜・川崎は、明治期、横浜の鶴見区に、浅野財閥の創始者で、京浜工業地帯の生みの親と言われる浅野総一郎らが「鶴見埋立組合」（後の東亜建設工業）を設立し事業（浅野埋立）を開始した。
大正から昭和初期にかけて、今の神奈川区千若町・新浦島町・守屋町、鶴見区生麦・末広町・安善町、川崎市川崎区白石町・浅野町など、横浜・川崎地区に人工島を造成され、同時に運河が掘られた（これらを隔てていた運河は後に埋め立てられ、現在では陸続き）その後も土地の不足により、神奈川区出田町・恵比須町・宝町、鶴見区大黒町・末広町が埋め立てられる。埋め立てを行っている間にも様々な企業が集積し、工業地帯として発展を続けていった。

### 東京から横浜へ
大正期には第一次世界大戦の軍需で発展し、戦勝国である日本は好景気になった。この頃から、東京に集中していた工場群が横浜・川崎にも多く進出し始めてきた。その後関東大震災を契機に、東京から工場が横浜・川崎へ移転し、京浜工業地帯は完全に横浜まで広がった。
震災前、三港周辺の工場群は独立していた。そのため横浜の実業家原三渓などは、鶴見に火力発電所を作るために投資し、横浜と川崎を工業地帯化させ、次第に今のような工業地帯となっていった。
満州事変が起こると、軍需産業がさらに成長した。特に造船・自動車産業は政府に支援され、1933年には横浜市神奈川区宝町で日産自動車が創立した。現在みなとみらいとなっているところは、かつて三菱重工業横浜造船所（現・三菱重工業横浜製作所）があった。

### 戦災と復興
太平洋戦争が起こると、当工業地帯は東京大空襲・川崎大空襲・横浜大空襲によって壊滅的な打撃を受けた。さらに終戦後、米軍により接収が行われ、工業活動が停滞した。現在でも横浜市部には多くの米軍施設が残り、代表的な例では神奈川区の瑞穂埠頭があり、横浜ノース・ドックとして接収されたままとなっている。
朝鮮戦争が起こると、停滞していた工業活動も再び動き始め、高度経済成長の時代に突入。鉄鋼・非鉄金属・エネルギーが伸び始め、それに合わせて東京港修築計画等による港湾設備・道路などの産業基盤が整備され、一大工業地帯へと発展した。
同時に土地不足も顕在化し、東京都は大田区地先に京浜島・昭和島・城南島の造成を行い、川崎市は扇島・東扇島の造成を行い、横浜市は大黒埠頭・本牧埠頭の造成、根岸湾岸の埋め立てを行った。

### 郊外への拡散
1960年（昭和35年）頃から、工業地帯に工場・人口が集中するのに合わせて、土地の高騰、工業用水の不足、道路の渋滞などの様様な問題が現れ始めた。特に、工場から出る排水・排煙によって起こった川崎公害などの環境問題が社会問題となった。そこで、工業施設の過度の集積、工場の建て替え・拡張を規制し、公害防止関係法が制定された。これにより、多くの工場が中心部を離れ、埋立地や郊外へ移転した。

## 京浜港の役割
- 東京港 - 国際貿易港・国内の物流拠点港。客船ターミナル。
- 川崎港 - 工業港。
- 横浜港 - 国際貿易港・工業港。客船ターミナル。

外国貿易コンテナ取扱量は、三港で日本の約四割を占める。

## 主な研究所
- 東京
- 横浜

## 主な工業都市
- 東京23区 - 精密機械や出版・印刷など
- 横浜市・横須賀市 - 造船・自動車
- 日野市 - 自動車
- 府中市・ 産業機器（鉄道車両、放送機器、通信機器）
- 藤沢市・茅ヶ崎市 - 自動車
- 相模原市 - 自動車部品
- 八王子市 - 綿織物
- 川崎市 - 鉄鋼（JFEスチール）・石油化学（ENEOS株式会社・東燃化学）・うま味調味料（味の素）
- 狭山市…自動車、機械器具、化学
- 川越市…機械器具、化学
- 川口市…機械器具、金属製品、鉄鋼
- さいたま市…機械器具、化学
- 柏市…機械器具